# Saga WhiteBlack
Saga WhiteBlack, pseudonimo di Cristhian Camilo Mena Moreno (Quibdó, ...), è un compositore e produttore discografico colombiano.

## Discografia
- El Perdón, con Nicky Jam e Enrique Iglesias;
- Perro Fiel, con Shakira y Maluma.